# Tibouchina caldensis
Tibouchina caldensis är en tvåhjärtbladig växtart som beskrevs av Célestin Alfred Cogniaux. Tibouchina caldensis ingår i släktet Tibouchina och familjen Melastomataceae. Inga underarter finns listade i Catalogue of Life.